# Русский балет I
«Русский балет I» (нем. Russisches Ballett I) — картина немецкого художника Августа Макке, написанная в 1912 году. В настоящее время хранится в Бременской картинной галерее.

## История создания
Зимой 1912—1913 года «Русский балет Дягилева» провёл гастроли по центральной Европе. Среди прочих городов Германии представления антрепризы прошли и в Кёльне. С 30 октября 1912 года несколько вечеров подряд шёл балет «Карнавал» на музыку Роберта Шумана в хореографии Михаила Фокина. Декорации и костюмы были выполнены Леоном Бакстом. Партию Арлекина исполнял «Бог балета», Вацлав Нижинский, Коломбины — Тамара Карсавина, Пьеро — Адольф Больм. Балет, как везде, имел шумный успех у кёльнской публики.
Макке, знакомый с миром театра со времён своего ученичества в Дюссельдорфе, позднее с увлечением посещавший Оперу и Театр Варьете в Париже, снова с энтузиазмом погрузился в атмосферу театральной жизни. Он создал около 40 рисунков, в том числе около 12 прямо на представлении, захватывая отдельные моменты стремительного танца. Вскоре появились четыре картины и скульптура, вдохновлённые дягилевским балетом. Тем не менее, при работе над картиной «Русский балет I» рисунки, сделанные в Кёльне, использовались опосредованно.

## Описание
На первом плане картины изображены затенённые ряды зрительного зала. Его контуры резко выделяются на фоне яркой сцены, чья кулиса расписана абстрактными узорами в духе Кандинского. Слева сцена ограничена фигурой атланта, поддерживающего балкон, справа виден силуэт зрительницы в большой шляпе. Художник направляет взгляд зрителя на сцену, к трём артистам в костюмах персонажей Комедии дель арте. Он наделяет их характерными портретными чертами, которые делают узнаваемыми лица танцоров. Движение пары Коломбины и Арлекина подчёркнуто приёмом дублирования, который не раз применяет художник в своих произведениях, и согнутой в колене ногой танцора. Подобно кубистам и фовистам Макке уплощает изображение, делает его двумерным, обводит области цвета тёмным контуром, в то же время он не прибегает к геометризации, свойственной абстрактной живописи.
Как отмечает исследовательница творчества художника, Магдалена Мёллер, это произведение Макке продолжает направление, заданное такими мастерами французской живописи, как Э. Дега («Кафешантан „Амбассадор“», 1878), А. Тулуз-Лотрек (афиша «Японский диван», 1892), Ж. Сёра («Le Chahut», 1889/1890). Эти произведения Макке видел у Феликса Фенеона во время своего второго пребывания в Париже (1908), и они не оставили его равнодушным. Все эти произведения на сходную тему имеют также и схожее композиционное решение — тёмный первый план, контуры его фигур выделяются на фоне ярко освещённой сцены.
Некоторое время спустя Макке написал «Русский балет II. Нижинский и Карсавина» (картина утрачена в 1945 году). В этом полотне сильнее проявилось влияние футуристов, картины которых Макке только что видел на Рейнском салоне, организованном Отто Фельдманом. Художник уже  увлечён не столько передачей движения танцующих, сколько кинетикой всей живописной поверхности. Композиция построена по большим диагоналям полотна, лучи света, падая на танцоров, словно растворяют их в общем сиянии. Динамика усиливается дублированием диагоналей, в эту игру включаются тела танцующих.